# Cintura di rocce verdi di Barberton
La cintura di rocce verdi di Barberton, conosciuta anche come Makhonjwa Mountains, è situata sul margine orientale del cratone del Kaapvaal, in Sudafrica. 
La cintura è nota per la presenza di minerali di oro e komatiite, una roccia vulcanica ultrafemica poco comune che deriva il suo nome dal fiume Komati che scorre attraverso la cintura. Alcune tra le rocce più antiche della Terra (risalenti a oltre 3,6 miliardi di anni) affiorano nel tratto di cintura nei pressi della cittadina di Barberton, a poca distanza dal confine con lo Swaziland; le rocce di quest'area contengono alcune tra le più antiche tracce di vita sulla Terra. Solo le rocce ritrovate nella cintura di rocce verdi di Isua, nella parte occidentale della Groenlandia, sono più antiche.
Nell'aprile 2014 sono state riportate evidenze di un grande evento di impatto meteorico terrestre nella cintura di Barberton. Si stima che l'impatto sia avvenuto 3,26 miliardi di anni fa (cioè nel corso del Paleoarcheano) nell'eone Precambriano) e che la meteora impattante avesse un diametro di circa 37x58 km. Tuttavia il cratere corrispondente a tale evento non è stato ancora trovato.

## Caratteristiche
La cintura di rocce verdi di Barberton consiste di una sequenza di lave femiche e ultrafemiche e di rocce sedimentarie depositate tra 3,5 e 3,1 miliardi di anni fa. Le rocce granitoidi sono state messe in posto in un intervallo di tempo di circa 500 milioni di anni e si possono dividere in due serie:
- Tonalite-Trondhjemite-Granodiorite (TTG) messe in posto tra 3,5 e 3,2 miliardi di anni fa.
- Granito–Monzogranito–Sienite (GMS) messe in posto tra 3,2 e 3,1 miliardi di anni fa.

La serie GMS si trova su gran parte del cratone del Kaapvaal e la sua messa in posto coincide con la prima stabilizzazione della parte centrale del cratone. La serie mostra caratteristiche interne ed esterne diverse dalla precedente serie TTG. "I singoli plutoni, indicati come batoliti per la loro composizione e tessitura eterogenee, possono coprire parecchie migliaia di chilometri quadrati. I plutoni appaiono per lo più indeformati."
L'area attorno a Barberton è andata incontro a due episodi tettonici di accrezione del terrane  tra circa 3,5 e 3,2 miliardi di anni fa. I primi stadi dello sviluppo dello scudo affiorano nelle Barberton Mountains, dove ebbe inizio la formazione continentale per accrezione magmatica e amalgama tettonico di piccoli blocchi protocontinentali. Nell'area sono stati trovati parecchi blocchi diacronici, databili a 3,6-3,2 miliardi di anni fa. Ogni blocco sembra rappresentare un ciclo di magmatismo da arco vulcanico e successiva sedimentazione. La Hooggenoeg Formation della cintura di Barberton viene datata a 3,45 miliardi di anni con evoluzione collegata al magmatismo. La fase di sviluppo crostale fu seguita da un periodo di magmatismo cratonico Mesoarcheano (3,1-3,0 miliardi di anni fa) ed è marcata dalla formazione di un arco giovanile a forma di mezzaluna che andò in accrezione sui margini settentrionali e occidentali dello scudo del Kaapvaal in evoluzione. Si ritiene che le cinture di rocce verdi dell'Archeano si siano formate da crosta oceanica di un margine passivo che entrò a far parte di un esteso margine in subduzione. Si ritiene che le intrusioni TTG si siano formate per magmatismo di post-subduzione, dopo che il processo di subduzione si era fermato, forse in seguito all'arrivo di un microcratone.
Le batoliti di Mpuluzi (3,1 miliardi di anni) nel terrane di granito-gneiss di Barberton sono costituite da lamine di granito. Le parti strutturalmente più elevate sono ricoperte da un'estesa rete anastomotica di ripidi dicchi variamente deformati e di lamine. "Relazioni intrusive multiple e evidenze geocronologiche suggeriscono che la laminazione granitica e l'assemblaggio dei cratoni avvenne in un periodo compreso tra 3 e 13 milioni di anni. Le relazioni temporali tra queste deformazioni e il posizionamento del magma riflettono episodi di dilatazione incrementale relativa alla deformazione lungo le zone di confine e la laminazione granitica. La transizione verso lamine granitiche prevalentemente suborizzontali con più alti livelli strutturali delle batoliti tabulari di Mouluzi indica l'intrusione del granito durante le fasi di accorciamento regionale suborizzontale, dove il riorientamento del normale basso stress verso componenti verticali in livelli poco profondi ha permesso la dilatazione verticale e il posizionamento suborizzontale delle lamine granitiche."